# Liste der National Monuments in Eswatini
Dies ist eine Liste der National Monuments in Eswatini. Der Status wird von der Eswatini National Trust Commission (ENTC) vergeben und schließt Naturschutzgebiete und Gedenkstätten von nationalem Interesse ein.
Solche Stätten können gemäß dem National Trust Commission Act aus dem Jahr 1972 sein:
- Gebiete mit einer unverwechselbaren oder schönen Landschaft bzw. bemerkenswertem Geotop
- Gebiete mit einer seltenen, charakteristischen oder schönen Flora und Fauna
- Gebiete mit Objekten von archäologischem, historischem oder wissenschaftlichem Interesse oder Wert
- Wasserfälle, Höhlen, Grotten, Alleen und alte Gebäude
- Objekte von ästhetischem, historischem, archäologischem, wissenschaftlichem, sakralem oder religiösem Wert oder Interesse

## National Monuments
- Mantjolo Pool (außerhalb von Mbabane)
  - heiliger See, unter dem dem rituellen Glauben des Mnisis-Stammes zufolge ihre Ahnen leben
- Stätte von König Bhunus Verhör (Nkoseluhlaza Street, Manzini)
  - Baum, unter dem König Bhunu 1898 von der Burenverwaltung zum Mord an Häuptling Indvuna Mbhabha Nsibandze verhört wurde
- Old Secretariat (Mbabane) 
  - Verwaltungsgebäude, heute Amtssitz des Deputy Prime Minister
- Legco Building (Mbabane)
  - erstes Parlamentsgebäude Eswatinis, heute in schlechtem baulichen Zustand
- Captain Gilson’s House (Mbabane)
  - ehemaliges Haus des ersten Polizeipräsidenten des Landes C. H. Gilson, der gemeinsam mit König Sobhuza II. das College in Südafrika besuchte
- Mangwaneni Bush (Mbabane)
  - einheimische Bäume
- King Sobhuza II Memorial Park (Lobamba)
  - Parkanlage zu Ehren von König Sobhuza II., unter dessen Regentschaft Eswatini 1968 seine staatliche Unabhängigkeit erlangte